# NGC 3598
NGC 3598 é uma galáxia elíptica (E-S0) localizada na direcção da constelação de Leo. Possui uma declinação de +17° 15' 45" e uma ascensão recta de 11 horas, 15 minutos e 11,5 segundos.
A galáxia NGC 3598 foi descoberta em 4 de Março de 1865 por Albert Marth.